# ALALC

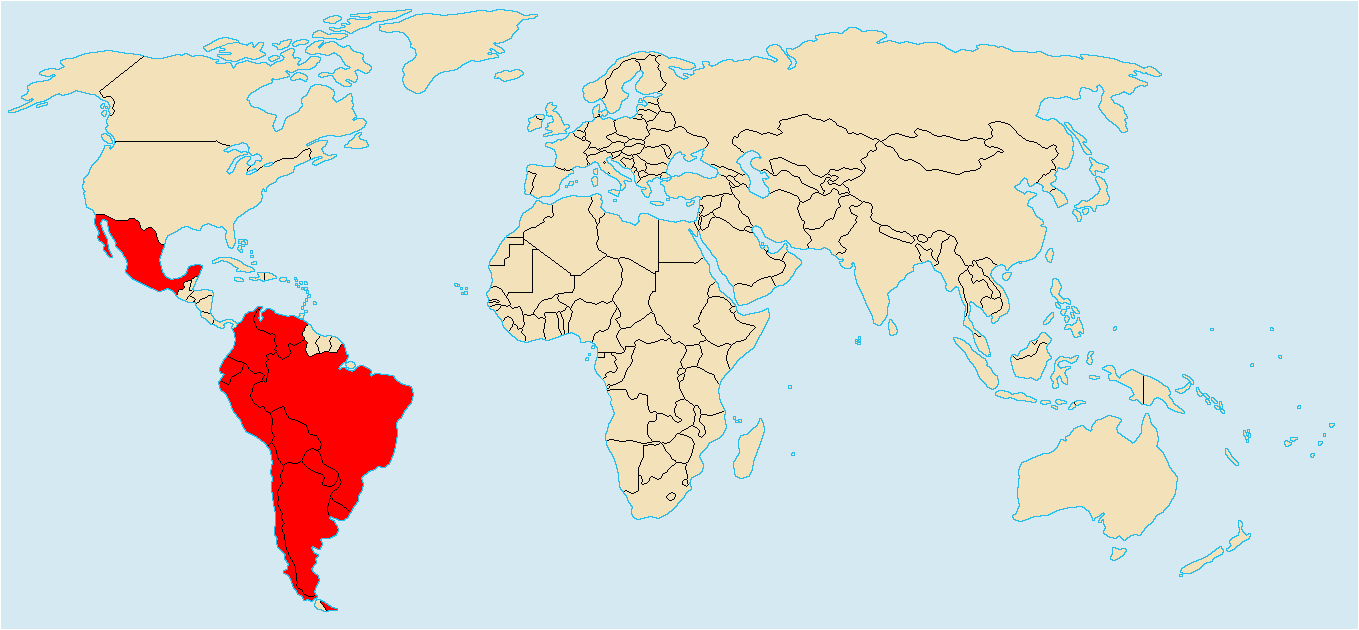
Medlemsländer.

ALALC (spanska: Asociación Latinoamericana de Libre Comercio, portugisiska: Associação Latino-Americana de Livre Comércio, engelska: Latin American Free Trade Association, LAFTA) eller Latinamerikanska frihandelssammanslutningen, var ett frihandelsavtal mellan latinamerikanska länder som var i kraft från 1960 till 1980. ALALC tillkom 1960 genom det så kallade Montevideoavtalet och hade sitt säte i Montevideo. 1980 ersattes ALALC av ALADI, Latinamerikanska integrationssammanslutningen.

## Medlemmar
Medlemmarna var följande:
- Argentina
- Bolivia[a]
- Brasilien
- Chile
- Colombia[a]
- Ecuador[a]
- Kuba[b]
- Mexiko
- Paraguay
- Peru
- Uruguay
- Venezuela[a]